# Cumpără-ți un balon
Cumpără-ți un balon (titlul original: în germană Kauf dir einen bunten Luftballon) este un film de comedie coproducție austro–vest-germană, realizat în 1961 de regizorul Géza von Cziffra, protagoniști fiind actorii Ina Bauer, Toni Sailer, Heinz Erhardt și Gunther Philipp.

## Rezumat
Inge, nepoata proprietarului patinoarului Hermann König, ar trebui să-și continue cariera de patinaj artistic conform dorințelor unchiului ei, dar ea are alte lucruri în minte, își dorește foarte mult să devină cântăreață în reviste de teatru. Printr-o încurcătură, Inge are șansa de a obține un rol principal în revistă, spectacol de care depinde existența teatrului.
Directorul de teatru îndatorat și proprietarul au decis prin contract că teatrul ar trebui să continue să existe doar dacă revista, la care participă soția proprietarului lipsită de auz muzical și foarte nerezonabilă, va fi un eșec.
Din cauza amestecului și angajamentului lui Inge, revista are cele mai mari șanse de a deveni un mare succes. După un scandal la premieră și un bis solicit de public, proprietarul dă afară echipa teatrului.
Pictorul decorator totodată și jucător de hochei pe gheață Hans Haller, care s-a îndrăgostit peste cap de Inge, are ideea de a transforma spectacolul într-o revistă de patinaj fără știrea proprietarului patinoarului...

## Distribuție
- Ina Bauer – Inge König
- Toni Sailer – Hans Haller
- Heinz Erhardt – Knapp, directorul teatrului
- Gunther Philipp – Miffke, proprietarul teatrului
- Ruth Stephan – Mia Miffke
- Walter Gross – Josef
- Ernst Stankovski – Peter Bertram
- Paul Hörbiger – profesor Engelbert
- Oskar Sima – Hermann König
- Ralf Wolter – Luggi
- Katharina Mayberg – Ilona Berg
- Fritz Muliar – Franzel
- Ernst Waldbrunn – executorul judecătoresc
- C. W. Fernbach – Hühnchen
- Peter Parak – Robert

## Trivia
Cumpără-ți un balon este un remake al filmului de revistă german Der weiße Traum (1943), care a fost regizat tot de Géza von Cziffra. Rolurile principale la acea vreme includeau actorii: Olly Holzmann, Wolf Albach-Retty, Lotte Lang și Oskar Sima. Din acest film provine și melodia Cumpără-ți un balon colorat (muzica: Anton Profes, versuri: Aldo von Pinelli) care a devenit un hit popular, mai ales în această versiune (cântat de Alda Noni).